# Keep On Loving You
Keep On Loving You – ballada rockowa napisana przez Kevina Cronina i wykonana przez zespół REO Speedwagon. W utworze na gitarze prowadzącej zagrał Gary Richrath. Tekst piosenki to wyznanie miłosne do ukochanej, która wcześniej zdradziła. Piosenka stała się przebojem w roku 1981, zajmując w marcu pierwsze miejsce zestawienia Billboard Hot 100 i docierając do 4. miejsca na listach przebojów w Szwajcarii i siódmego w Wielkiej Brytanii (UK Singles Chart).

## Nawiązania do utworu
Piosenka została wykorzystana w następujących filmach
- Ostatnia amerykańska dziewica – 1982
- Adrenalina 2. Pod napięciem – 2009
- To mnie kręci – 1999 – cover wykonywany przez The Donnas

Piosenka pojawia się również w soundtracku gry Grand Theft Auto: Vice City.